# Patrick Grant

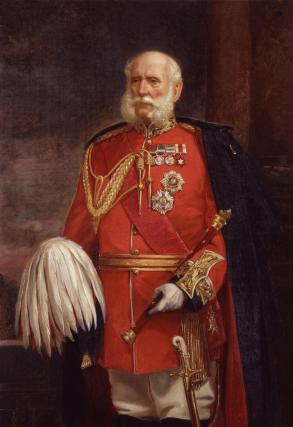
Sir Patrick Grant.

Sir Patrick Grant, född den 11 september 1804 i Auchterblair, Invernessshire, död den 28 mars 1895 i London, var en brittisk militär. 
Grant, som var son till en major, tog värvning som fänrik i det bengaliska infanteriet  den 16 juli 1820 och befordrades till löjtnant den 11 juli 1823 och till kapten den 14 maj 1832. Han blev brigadmajor i Oudh 1834. Grant tjänstgjorde under sir Hugh Gough i slaget vid Maharajpore i december 1843 under Gwaliorfälttåget. Befordrad till titulär major den 30 april 1844 stred han i slaget vid Mudki i december 1845 (där han blev sårad), i slaget vid Ferozeshah, även det i december 1845, och i slaget vid Sobraon i februari 1846 under första sikhkriget. Han blev titulär överstelöjtnant den 3 april 1846.
Grant deltog även i slaget vid Chillianwala i januari 1849 och i slaget vid Gujrat i februari samma år under andra sikhkriget. Han tjänstgjorde senare under sir Charles Napier i operationer mot pathanska stammar i Kohat 1850. Utnämnd aide-de-camp till drottningen och befordrad till titulär överste den 2 augusti 1850 blev han titulär generalmajor den 28 november 1854 och därefter befälhavare för Madrasarmén med generallöjtnants rang den 25 januari 1856.
När general George Anson dog i kolera, under sin marsch mot upprorsmännen i maj 1857, blev Grant, som äldste befälhavare i Indien, kallad till Calcutta för att bli tillförordnad indisk överbefälhavare. Från Calcutta ledde han operationer mot upprorsmännen genom att sända trupper under Henry Havelock och James Outram för att befria Cawnpore och Lucknow. Trots att generalguvernören, lord Canning, hade rekommenderat Grant till ordinarie innehavare av posten som överbefälhavare var sir Colin Campbell redan utnämnd till Ansons efterträdare. 
Efter Campbells ankomst i augusti 1857 återvände Grant till sitt befälhavarskap över Madrasarmén. Grant återvände till England i januari 1861 och befordrades till verklig överste den 14 november 1861 samt till generallöjtnant den 24 oktober 1862. Han var guvernör på Malta från 1867 till 1872 och befordrades till general den 19 november 1870. Han pensionerades den 1 oktober 1877 och befordrades till fältmarskalk den 24 juni 1883. Grant tjänstgjorde som guvernör vid Royal Hospital Chelsea från februari 1874 till sin död.